# Max Keller (compositeur)
Pour les articles homonymes, voir Keller.
Max Keller, né le 7 octobre 1770 à Trostberg, Haute-Bavière, et mort le 16 décembre 1855 à Altötting, est un compositeur et organiste bavarois.

## Biographie
Max Keller est, à partir de 1780 environ, petit chanteur au monastère bénédictin de Seeon, où il fait des études scientifiques et de formation musicale. Là, il devient organiste en 1788, en étant en même temps l'élève de Michael Haydn à Salzbourg. En 1799, il se rend comme organiste à Burghausen et, en 1801, en tant qu'organiste du prince-électeur à Altötting, où il reste jusqu'à sa retraite, en 1851.

## Œuvre
Comme compositeur de musique sacrée, il a composé des messes (en particulier allemandes), des litanies, des chants d'Avent et de petites pièces pour orgue. Il a créé principalement des œuvres d'église de dimensions réduites, pour une ou deux voix avec orgue et cor à titre facultatif.
- Six messes allemandes pour une voix et orgue (deuxième voix et deux cors ad libitum), vers 1810, Salzbourg, Duyle.

N° 1 Wir finden, guter Gott, uns hier, en do majeur ;

N° 2 Wir werfen uns darnieder, en fa majeur ;

N° 3 Wir knien in deinem Tempel hier, en fa majeur ;

N° 4 Sieh Gott vom Himmel nieder, en si b majeur ;

N° 5 Herr, deiner Kirche Glieder, en fa majeur ;

N° 6 O bester aller Väter, en do majeur.
- Deux messes allemandes pour une ou deux voix et orgue, et deux cors ad libitum. Salzbourg, Duyle.

N° 7 Lass uns Jesu, en sol majeur ;

N° 8 Standhaft sei, o Gott en ré majeur.
- Six messes allemandes pour une voix et orgue, avec une deuxième et une troisième voix, 2 violons, 2 flûtes, 2 clarinettes, 2 cors, 2 trompettes, timbales et basse ad libitum en C, F, Es, A et C (Munich, Falter et Passau, Pustet) ;
- Trois messes latines pour chœur à trois voix et orgue (Munich, Falter) ;
- Trois messes latines pour chœur à une voix et orgue (avec d'autres voix et instruments ad libitum) (Munich, Falter), n° 1 en G/D, n° 2 en D/F et n° 3 en F/B ;
- Deux messes allemandes d'action de grâce, à une voix et orgue (Munich, Falter) ;
- Messe allemande en do majeur C-Dur pour les journées de souvenir de l'église, à une voix et orgue (orchestre ad libitum) (1815, Munich, Falter) ;
- Messe solennelle en ut majeur pour chœur à trois voix, orchestre et orgue (Böhm) ;
- Missa quadragesimalis pro Feria 5ta in Coena Domini, en mi bémol majeur, op.14, chœur à quatre voix, basse et orgue (Seeon, 10 août 1798, dédié à l'abbé Lambert Neisser) ;
- Sept Lytaniae Lauretanae, op.39, SATB, 2 cors, 2 trompettes, timbales, 2 violons, alto et orgue (1805, Augsbourg, Lotter) ;
- Popule meus (fa majeur), SATB et orgue (Seeon 8 février 1798, KBM 2 FW115) ;
- Stella coeli, op.4,2 (sol majeur), SATB et orgue (Seeon 8 mai 1797, KBM 2 FW118) ;
- Stella coeli, op.4,3 (en la majeur), SATB et orgue (Seeon 10 mai 1797, KBM 2 FW120) ;
- Stella coeli, op.21,2 (sol majeur), SATB, 2 violons et orgue (Seeon février 1798, KBM 2 FW119) ;
- Stella coeli, op.21,3 (en do majeur), SATB, 2 violons et orgue (Seeon 18 février 1798, KBM 2 FW116) ;
- Stella coeli, op.21,5 (mi bémol majeur), SATB, 2 violons et orgue (Seeon 26 mai 1795, KBM 2 FW117) ;
- Douze pièces d'orgue pour les sacrements ;
- Sons de la veillée pendant la sainte messe, op.165.